# Service du patrimoine architectural local
Le Service du patrimoine architectural local (SPAL) (en catalan : Servei de Patrimoni Arquitectònic Local) est un service de la députation de Barcelone, fondé le 9 juin 1914 sous le nom de Service de l'inventaire et de la conservation des monuments (SCCM) (en catalan : Servei de Catalogació i Conservació de Monuments) . Il est composé d'une équipe d'architectes, d'archéologues, d'historiens, d'historiens de l'art et de documentalistes qui aident les communes à sauvegarder et à valoriser leur patrimoine architectural sous la forme d'un soutien technique et financier.
Le Servei de Catalogació i Conservació de Monuments (SCCM) change de nom une première fois pour devenir le 31 octobre 1986 le Servei de Patrimoni Arquitectònic (SPA) et il prend le nom définitif de Servei de Patrimoni Arquitectònic Local (SPAL) le 1er avril 1993.
Le Service a eu quatre directeurs, tous architectes : Jeroni Martorell (ca) de 1914 à 1951, Camil Pallàs (ca) de 1954 à 1981, Antoni González de 1981 à 2008 et enfin, depuis 2008, Joan Closa.
Entre 1915 et 1929, le siège du Service était situé au palais de la Généralité de Catalogne. De 1929 à 1989, le service est transféré dans les Cases dels Canonges. Depuis 1989, il occupe une partie du rez-de-chaussée du bâtiment principal de l'ancienne usine de Can Batlló (ca), le bâtiment dit de l'horloge, construit en 1868 dans l'Eixample par Rafael Guastavino.

## Création et objectifs du Service de l'inventaire et de la conservation des monuments
Le 6 avril 1914, la Mancomunitat de Catalogne est constituée. Le président de la Mancomunitat, Enric Prat de la Riba, charge la Section d'histoire et d'archéologie de l'Institut d'Estudis Catalans de réaliser un rapport rassemblant les éléments et les orientations en vue de la création d'un service spécialisé dans la conservation et le catalogage des monuments. Ce rapport est présenté le 30 avril.
Le Service de l'inventaire et de la conservation des monuments est créé le 9 juin 1914 en tant que service de la Députation de Barcelone. Il est lié à la Section d'histoire et d'archéologie de l'IEC qui assure la supervision du travail et des activités du nouvel organisme.
À cette époque, c'est le premier service créé en Espagne pour la préservation des monuments. Ce n'est que des années plus tard, en 1929, qu'à Madrid, est créé un service d'État avec les mêmes missions.
Pendant les premières années de la Mancomunitat, le Service de l'inventaire et de la conservation des monuments agit et supervise tous les monuments de Catalogne. Plus tard le Service agira principalement sur les monuments de la province de Barcelone, territoire d'action de la Députation de Barcelone.
Le rapport de 1914 présenté par l'IEC à la députation, justifie ainsi la création du service :
« L'attention des États est chaque jour plus grande dans tout ce qui concerne la préservation de leur patrimoine artistique. Des organismes administratifs importants existent exclusivement consacrés à cet objet. De nombreuses lois ont été promulguées pour déterminer les principes d'action et établir des procédures. Des montants élevés sont prévus dans les budgets pour protéger l'art du passé. De plus en plus d'effort sont fournis pour maintenir les œuvres artistiques en bon état et éviter leur exportation. Au début, seules les productions célèbres sont concernées officiellement : grands monuments architecturaux, peintures et sculptures d'une valeur inestimable. Aujourd'hui, tout ce qui a une valeur artistique, aussi humble soit-elle, doit être protégé (conservation matérielle, défense, interdiction d'exportation). Dispositions que nous devons poursuivre intensément en Catalogne conformément aux peuples cultivés. Pour y arriver, il est essentiel d'organiser correctement l'inventaire et la conservation des monuments –monuments mégalithiques, sites préhistoriques, bâtiments complets ou en ruines, fragments de constructions anciennes, objets « nobles » de toute nature–. »
— Section d'histoire et d'archéologie de l'IEC, Rapport présenté le 30 avril 1914 à la Mancomunitat de Catalogne.
La mémoire rédigée pour la Mancomunitat est structurée en trois parties :
- La première partie concerne la nécessité de créer un tel service. L'objectif est d'empêcher les monuments de tomber en ruine du fait du temps ou des actions de l'homme, de renforcer les fondations des monuments, de prendre soin des installations, de stipuler des lois protectrices, de protéger les antiquités dans des lieux spécialisés en vue de leur conservation et de leur accessibilité aux publics ;
- La deuxième partie fait le point sur les mesures de conservation, de protection, de restauration et d'inventaire du patrimoine existant dans d'autres pays tels que la France, l'Autriche, l'Allemagne et l'Italie. En Espagne, il existe bien des lois de protection du patrimoine, mais aucun organisme officiel destiné à leur application.
- La dernière partie aborde les questions d'organisation. Les objectifs sont principalement la conservation, le maintien en bon état du patrimoine artistique et en évitant les restaurations inopportunes. Pour ce qui concerne l'inventaire, l'objectif est de faciliter les études historiques et archéologiques, de préparer les lois de protection pour éviter notamment l'exportation des biens, et de publier l'inventaire de l'art catalan en l'accompagnant de reproductions graphiques.

Sont également spécifiés dans le rapport les aspects liés à la formation professionnelle du personnel, la nécessité d'avoir un directeur ayant une connaissance de l'architecture et de l'histoire de l'art catalan et l'importance des connaissances en dessin au trait, en perspective et en photographie.